# Baggs
Baggs is een plaats (town) in de Amerikaanse staat Wyoming, en valt bestuurlijk gezien onder Carbon County.

## Demografie
Bij de volkstelling in 2000 werd het aantal inwoners vastgesteld op 348.
In 2006 is het aantal inwoners door het United States Census Bureau geschat op 367, een stijging van 19 (5,5%).

## Geografie
Volgens het United States Census Bureau beslaat de plaats een oppervlakte van
1,3 km², geheel bestaande uit land. Baggs ligt op ongeveer 1904 m boven zeeniveau.

## Plaatsen in de nabije omgeving
De onderstaande figuur toont nabijgelegen plaatsen in een straal van 96 km rond Baggs.